# Désiré Munyaneza
Désiré Munyaneza (Ruanda, 1966) è un criminale ruandese accusato di crimini di guerra per aver avuto un ruolo determinante nel Genocidio del Ruanda.
Ha vissuto a Toronto, in Canada, prima di essere imprigionato. È il primo criminale di guerra arrestato e condannato in Canada, per genocidio e crimini contro l'umanità.

## Arresto
Il 19 ottobre 2005 la Royal Canadian Mounted Police annuncia l'arresto del ricercato Munyaneza, per crimini di guerra contro l'umanità, in particolare due accuse di genocidio, due accuse di crimini contro l'umanità e tre accuse per crimini di guerra.
L'accusa di genocidio di guerra in Ruanda è riferito agli atti accaduti nella città di Butare nel 1994.

## Prove
Il processo inizia a marzo 2007 con la testimonianza di una donna, che riconosce in lui l'uomo che, assieme alla sua gang, massacrò la sua famiglia in Ruanda.
10 aprile: un testimone lo accusa e lo identifica come rapitore ed afferma di essere stato preso in ostaggio da lui personalmente.  Lo accusa inoltre di aver ucciso tutti i suoi famigliari.
11 aprile: Munyaneza viene rinchiuso nel carcere di massima sicurezza e gli viene mostrato un video contenente le prove della sua colpevolezza.
22 maggio 2009: Munyaneza è accusato di sette capi di accusa comprendenti: genocidio, crimini di guerra e crimini contro l'umanità.

## Sentenza
Il 29 ottobre 2009, Munyaneza è condannato al carcere a vita, senza possibilità di accedere alla libertà condizionale per i primi 25 anni.